# Монтекрестезе
Монтекрестезе (итал. Montecrestese) је насеље у Италији у округу Вербано-Кузио-Осола, региону Пијемонт.
Према процени из 2011. у насељу је живело 46 становника. Насеље се налази на надморској висини од 476 м.

## Становништво
Према резултатима пописа становништва 2011. у општини је живело 1.255 становника.
| 1931. | 1936. | 1951. | 1961. | 1971. | 1981. | 1991. | 2001. | 2011. |
| ----- | ----- | ----- | ----- | ----- | ----- | ----- | ----- | ----- |
| 1.155 | 1.274 | 1.289 | 1.320 | 1.256 | 1.247 | 1.233 | 1.209 | 1.255 |